# كالفين إيرل
كالفين إيرل (بالإنجليزية: Calvin Earl)‏ هو موسيقي أمريكي، ولد في 16 يناير 1952 في غيتسفيل في الولايات المتحدة.